# Hukuntsi
Hukuntsi ist ein Dorf im botswanischen Kgalagadi District in der Kalahari. 
Hukuntsi, „viele Plätze“, ist einer der vier Hauptorte in der Kalahari. Der Ort liegt 114 km westlich von Kang abseits der Trans-Kalahari-Fernstraße. Nach Volkszählung von 2011 wohnen 4.654 Personen in Hukuntsi. Sie gehören überwiegend zu den Bangologa, einem Bakgalagadi-Stamm.
Hukuntsi ist der Hauptort des Sub-Distrikts Kgalagadi Nord. Des Weiteren befinden sich im Ort die staatliche zentrale Landwirtschaftsverwaltung, eine Krankenstation und ein Krankenhaus, drei Grundschulen und eine Sekundarschule. Es gibt touristische und Versorgungseinrichtungen.
Der Ort verfügt mit dem Hukuntsi Airport über einen Flughafen (IATA: HUK).
Die Winternächte sind sehr kalt; im August gibt es zudem starke Winde.
Hukuntsi war einer der beiden wichtigsten Stützpunkte der in den 1970er Jahren begonnenen Kang-Hukuntsi-Mission der Evangelisch-Lutherischen Kirche in der Republik Namibia, die darin von der Vereinten Evangelischen Mission, der vormaligen Rheinischen Missionsgesellschaft, unterstützt wurde. Aus diesen Begegnungen entwickelte sich eine Partnerschaft zwischen dem südwestlichen Kirchenkreis der Evangelisch-lutherischen Kirche von Botswana (ELCB), wozu auch die lutherischen Christen von Hukuntsi gehören, und dem rheinischen Kirchenkreis Simmern-Trarbach.

## Persönlichkeiten
- Collen Kebinatshipi (* 2004), Sprinter